# Operación Otto
La operación Otto (también conocida como plan Otto) era el nombre en clave de dos operaciones independientes de la Alemania nazi. El plan de 1938 era ocupar Austria, mientras que el de 1940 preveía un ataque a la Unión Soviética.

## Los dos planes
La operación Otto original fue el plan para ocupar Austria durante el Anschluss en 1938. Recibió el nombre del príncipe heredero de Austria-Hungría en ese momento, Otto von Habsburg.
El Alto Mando del Ejército Alemán (OKH) también usó la operación Otto como el nombre en clave en julio de 1940 para su plan original para la invasión de la Unión Soviética. Más tarde, el plan pasó a llamarse operación Barbarroja en diciembre de 1940. Los alemanes estimaron que serían destruidas 240 divisiones soviéticas, y que solo 60 quedarían intactas. Con un margen de victoria tan abrumador, el plan no se completó, bajo el supuesto de que la Unión Soviética nunca podría recuperarse. Durante la operación Barbarroja, los alemanes en realidad destruyeron 248 divisiones, pero, debido a la movilización soviética, quedaban 220 divisiones adicionales, mucho más de las 60 previstas. Hitler, conocedor del destino sufrido por Napoleón (que había tomado Moscú pero falló para destruir al Ejército Ruso), alteró el plan minimizando la importancia de la captura de Moscú y centrándose más en la destrucción del Ejército Rojo.